# Камо грядеши (фильм, 1951)
«Ка́мо гряде́ши» (церк.-слав. куда идёшь?; оригинальное название лат. Quo vadis переводится так же) — пеплум американского режиссёра Мервина Лероя. Экранизация одноимённого романа Генрика Сенкевича. Фильм был снят на студии «Чинечитта» в Риме.
Несмотря на то, что фильм снят американской кинокомпанией, практически все главные роли исполнили британские актёры.

## Сюжет
Римский патриций Марк Виниций возвращается с войны. В Риме, в доме Авла Плавтия он встречает Лигию, которая является приемной дочерью хозяина дома, она — заложница, лигийка, и её настоящее имя — Целлина. Виницию нравится девушка, но она отвергает его чересчур настойчивые ухаживания, ведь она христианка и не может любить язычника. Патриций возмущен и прибегает к помощи дяди Петрония, который просит Нерона отдать Лигию Марку как наложницу. Лигию забирают из дома приемных родителей-христиан.
На пиру Марк пытается добиться расположения красавицы, но она по-прежнему непреклонна. Жена Нерона, напротив, обращает на молодого человека внимание. После пира Лигию должны отвести к Виницию, но благодаря Акте, бывшей любовнице Нерона, также исповедующей христианство, девушку перехватывают и прячут.
Марк взбешен и всеми силами ищет пропавшую. Грек Хилон сообщает, что Лигия — христианка. После проповеди апостола Петра, в пещере, куда собрались христиане из Рима, Марк почти уносит Лигию с собой, но его ранит Урс, слуга девушки, заботящийся о ней с самого детства. Придя в себя, римлянин обнаруживает, что христиане не убили его и даже выхаживают, но Виниций после отказа Лигии пойти за ним цинично ломает крест и уходит, всем видом показывая, что не хочет понимать и принимать христианскую религию. Лигия в шоке от его поступка, ведь она влюбилась в Марка.
Тем временем, Рим горит. Пострадавшие отчаянно ищут виновных. Нерон обвиняет в поджоге христиан. Начинаются массовые аресты и казни. Апостол Пётр убегает из Рима, но по пути встречает Христа, который упрекает его за малодушие; апостол Пётр возвращается. В одной из травль зверями погибают Авл Плавтий и Помпония Грецина — приемные родители Лигии. Апостола Петра, благословлявшего мучеников на смерть за Христа, хватают и по его просьбе распинают на кресте вниз головой. Несмотря на попытки Виниция спасти Лигию, её бросают в тюрьму; как и других, её ждет смерть. Самого Марка тоже арестовывают. Перед распятием на кресте апостол Пётр успевает благословить Виниция и Лигию на брак.
Петроний, первоначально не одобрявший расправы над христианами, понимает, что Нерон не простит ему этого. Дядя Виниция собирает друзей, устраивает пир, на котором вскрывает себе вены, вместе с ним добровольно кончает с собой его наложница Юнис, с самого начала влюбленная в своего господина. Перед смертью Петроний посылает императору письмо, в котором высмеивает его и его таланты. Нерон отдает приказ убить рабов Петрония и уничтожить его дом.
В то же время Поппея Сабина, разгневанная равнодушием Виниция к её знакам внимания, намерена заставить Марка мучиться и тщательно продумывает какой смертью умрет Лигия.
Перед казнью Марка и Лигию разлучают. Ей отведена участь погибнуть, будучи растерзанной туром, выбранным самой Поппеей. Виниций не может вмешаться — его специально привязали, поэтому ему досталась роль бессильного наблюдателя. К счастью, Урс спасает девушку, убивая тура. Марку Виницию удается освободить руки, он прыгает на арену и объявляет о заговоре Гальбы, целью которого является свержение Нерона.
Император скрывается во дворце, где обвиняет Поппею во всех злодеяниях и убивает её, собственноручно задушив. Но, страшась смерти, он уговаривает Акту, которая до сих пор любит Нерона и молит его покончить с собой, как император, убить его. Акта выполняет его просьбу, после чего плачет над его телом.
Марк и Лигия уезжают из Рима в Сицилию, теперь им ничто не угрожает. По пути им встречается посох апостола Петра, который он оставил, когда возвращался в Рим. Посох чудесным образом расцвел.

## В ролях

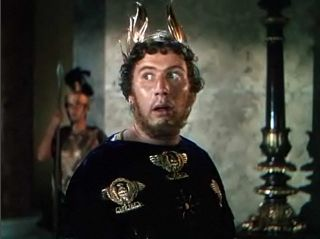
Устинов в роли Нерона

- Роберт Тейлор — Марк Виниций
- Дебора Керр — Лигия
- Лео Генн — Петроний
- Питер Устинов — Нерон
- Патриша Лаффан — Поппея
- Финлэй Карри — апостол Пётр
- Абрахам Соуфер — апостол Павел
- Марина Берти — Эвника (Юнис)
- Бадди Баэр — Урс
- Феликс Эйлмер — Авл Плавтий
- Нора Суинбёрн — Помпония Грецина
- Ральф Труман — Тигеллин
- Элспет Марч — Мириам

## Награды и номинации
- 1952 год — 8 номинаций на премию «Оскар»: за лучший фильм (Сэм Цимбалист), лучшего актера второго плана (Лео Генн и Питер Устинов), лучшую операторскую работу (Уильям Сколл и Роберт Сёртис), лучший монтаж (Ральф Уинтерс), лучшие костюмы (Гершель МакКой), лучшую музыку (Миклош Роша), лучшие декорации
- 1952 год — две премии Золотой глобус (за лучшую операторскую работу и лучшему актеру второго плана (Питер Устинов)), а также номинация на лучший фильм-драму